# Marcella (film 1922)
Marcella è un film del 1922 diretto da Carmine Gallone.